# Browndell
Browndell è un centro abitato degli Stati Uniti d'America situato nella contea di Jasper dello Stato del Texas.
La popolazione era di 197 persone al censimento del 2010.

## Geografia fisica
Browndell è situata a 31°07′13″N 93°58′55″W (31.120251, -93.982003).
Secondo lo United States Census Bureau, ha un'area totale di 2,4 miglia quadrate (6,2 km²).

## Società

### Evoluzione demografica
Secondo il censimento del 2000, c'erano 219 persone, 79 nuclei familiari e 54 famiglie residenti nella città. La densità di popolazione era di 90,5 persone per miglio quadrato (34,9/km²). C'erano 118 unità abitative a una densità media di 48,7 per miglio quadrato (18,8/km²). La composizione etnica della città era formata dal 38,36% di bianchi, il 60,73% di afroamericani, e lo 0,91% di due o più etnie.
C'erano 79 nuclei familiari di cui il 29,1% aveva figli di età inferiore ai 18 anni, il 43,0% aveva coppie sposate conviventi, il 24,1% aveva un capofamiglia femmina senza marito, e il 30,4% erano non-famiglie. Il 26,6% di tutti i nuclei familiari erano individuali e il 12,7% aveva componenti con un'età di 65 anni o più che vivevano da soli. Il numero di componenti medio di un nucleo familiare era di 2,77 e quello di una famiglia era di 3,35.
La popolazione era composta dal 29,2% di persone sotto i 18 anni, il 5,9% di persone dai 18 ai 24 anni, il 28,8% di persone dai 25 ai 44 anni, il 21,9% di persone dai 45 ai 64 anni, e il 14,2% di persone di 65 anni o più. L'età media era di 38 anni. Per ogni 100 femmine c'erano 95,5 maschi. Per ogni 100 femmine dai 18 anni in giù, c'erano 82,4 maschi.
Il reddito medio di un nucleo familiare era di 25.313 dollari e quello di una famiglia era di 29.583 dollari. I maschi avevano un reddito medio di 27.500 dollari contro i 15.804 dollari delle femmine. Il reddito pro capite era di 11.229 dollari. Circa il 15,3% delle famiglie e il 14,3% della popolazione erano sotto la soglia di povertà, incluso l'8,5% di persone sotto i 18 anni di età e il 31,0% di persone di 65 anni o più.